# Jazzbo
Jazzbo ist eine deutsche Ska-Band aus Berlin, die sich dem traditionellen jamaikanischem Ska-Jazz der 1960er Jahre verschrieben hat. Jazzbo entstand 1997 aus dem Zusammenschluss von fünf Berliner Musikern der Bands Yebo, Engine 54 und Time Tough. Später stießen Musiker von den Skampis und Wood-In-Di-Fire dazu. Die Band tritt in der klassischen Fünf-Mann-Combo-Besetzung mit ausschließlich akustischen Instrumenten auf. Ihre instrumentalen Interpretationen von Ska-Klassikern, gemischt mit Eigenkompositionen, kommen dem Sound des originalen Ska-Jazz sehr nahe, wie ihn Mitte der 1960er Jahre etwa The Skatalites spielten.

## Name
Der amerikanische Slang-Begriff jazzbo hat mehrere Bedeutungen. Wie das urban dictionary vermerkt, bezeichnet er einerseits liebevoll einen Jazz-Connaisseur und wird ursprünglich mit dem legendären DJ Al „Jazzbeaux“ Collins (1919–97) in Verbindung gebracht. Andererseits ist jazzbo eine abfällige Bezeichnung für einen African American, die aus der Zeit stammt, als der Jazz in den US-amerikanischen Südstaaten ausschließlich eine Musik der afrikanischen Bevölkerung war.
Der Namensvetter Prince Jazzbo (eigentlich Linval Carter, geb. 1951 in Clarendon) ist ein jamaikanischer Reggae- und Dub-Musiker.

## Diskografie
- 1999: A Tribute to The Skatalites and Rico (Single, Monkey Business)
- 1999: X (LP, Monkey Business)
- 2004: Black Friday (LP/CD, Liquidator)
- 2006: Born Blue (CD, Liquidator)
- 2009: Hoye: JazzBo (EP, Liquidator)